# Konståret 1923

## Händelser
- 8 maj – Göteborgs Konsthall öppnar i samband med Jubileumsutställningen i Göteborg.
- 27 maj – Monumentet Gëlle Fra, bestående av en obelisk och tre bronsskulpturer av Claus Cito, invigs i Luxemburg.
- 6 juli – Hans Richters experimentfilm Rhythmus 21 visas för första gången i Frankrike. Detta verk, skapat 1921, anses vara en av det första filmer som är helt abstrakt.

### Okänt datum
- L'Association des ArtistesScandinaves à Paris grundades av skandinaviska konstnärer
- Konstruktivisten El Lisitskij presenterar Proun[förtydliga] för Kestnersällskapet. Senare bygger han Prounenraum, "Prounrummet" (eller "Prounmiljön"), i Berlin, som av många[vilka?] anses vara världens första installation.
- Viking Eggeling visar sin cirka 10 minuter långa abstrakta film Horizontal-Vertikal Orkester i Tyskland. Filmen är idag försvunnen. Senare under sommaren detta år börjar han sitt arbete med filmen Diagonalsymfoni.
- Boken Staatliches Bauhaus Weimar, 1919-1923 av Walter Gropius publiceras som katalog till Weimar Bauhaus-utställningen. Detta var den första bok som Bauhaus publicerade.
- Johannes Itten lämnar Bauhaus och László Moholy-Nagy börjar arbeta på skolan.
- Le Corbusier publicerar sin bok Vers une architecture. Översatt till engelska 1927 till Toward a New Architecture.
- Hans Arp och Tristan Tzaras diktsamling De ns oiseaux. Poèmes par Arp publiceras för första gången. En bok med dadaistiska dikter och illustrationer.
- Biennalen för dekorativ konst och konstindustri visades i Monza.

## Verk
- Kurt Schwitters gör sitt första Merzbau.
- Marcel Duchamp avslutar sitt verk Bruden avklädd av sina ungkarlar, till och med som oftast kallas Det stora glaset. Duchamp började med detta verk redan 1915.
- Constantin Brancusi – Bird in Space[förtydliga]
- Auguste Herbin – Bowls Players[förtydliga]
- Vasilij Kandinskij – On White II[förtydliga]
- Vera Nilsson – Det första steget

## Utställningar
- 9 februari – Max Ernst, Raoul Dufy och Jacques Lipchitz ställer ut på Salon des Indépendants i Paris.
- 11 april – Utställningen Primitive Negro Art, Chiefly from the Belgian Congo öppnar på Brooklyn Museum i New York. Den anses vara en av de allra första utställningarna i USA som ställde ut afrikansk konst ur ett konstnärligt perspektiv istället för ett etnografiskt.
- 8 maj – Jubileumsutställningen öppnar i Göteborg med utställningen Nordisk Konst.
- 15 augusti – Första utställningen med Bauhaus i Weimar med bland andra; Walter Gropius, Ludwig Mies van der Rohe, Hans Poelzig, Erich Mendelsohn, le Corbusier).
- oktober – De Stijl öppnar en arkitekturutställning på galleri Léonce Rosenberg i Paris.
- 3 november – Minnesutställningen över Karl Nordström öppnar på Göteborgs Konsthall vilket var konsthallens första reguljära utställning.
- okänt datum – Neue Sachlichkeit, samlingsutställning på Kunsthalle Mannheim i Mannheim med bland andra Otto Dix och George Grosz, sammanställd av Gustav Friedrich Hartlaub som därmed lanserade begreppet Nya sakligheten.

## Födda
- 4 januari – Lill-Marie Blomberg (död 1992), svensk konstnär.
- 5 januari – Nils-Göran Brunner (död 1986), svensk konstnär.
- 29 januari – Ellie Olin, svensk journalist, författare, målare och grafiker.
- 12 februari – Bert Olls (död 2013), svensk konstnär illustratör och författare.
- 1 mars – Nils Berglund, svensk konstnär och medlem i Grupp-K.
- 1 mars – Bertil Wahlberg (död 1980), svensk konstnär.
- 3 mars – Ingrid Dessau (död 2000), svensk textilformgivare.
- 14 mars – Diane Arbus (död 1971), amerikansk fotograf.
- 16 mars – Atie Bernet, holländsk kristen konstnär, målare.
- 23 mars – Fritz Sjöström (död 1996), svensk konstnär, viskompositör och -sångare.
- 29 mars – Bengt Ellis (död 2007), svensk målare och tecknare.
- 2 april – Eva Spångberg (död 2011), svensk kristen konstnär, träsnidare och skulptör.
- 3 april – Gustaf Skoglund (död 2003), svensk konstnär.
- 8 april – Olof Hellström (död 2017), svensk målare, tecknare och skulptör.
- 5 maj – Rune Lindblad (död 1991), svensk elektronmusikkompositör och bildkonstnär.
- 9 maj – Inge Blomqvist (död 2010), svensk konstnär och medlem i Grupp-K.
- 10 maj – Ulla Berthels (död 1990), svensk konstnär.
- 15 maj – Richard Avedon (död 2004), amerikansk fotograf.
- 29 maj – Lars Rolf (död 2001), svensk konstnär, målare tecknare och skulptör.
- 31 maj – Ellsworth Kelly (död 2015), amerikansk målare inom hard-edge-måleriet.
- 5 juni – Jesús Rafael Soto (död 2005), venezuelansk opkonstnär.
- 22 juni – Acke Oldenburg (död 2005), svensk målare, grafiker och tecknare.
- 25 juni – Sam Francis (död 1994), amerikansk abstrakt expressionist.
- 12 juli – Paul Jenkins (död 2012), abstrakt expressionist.
- 12 juni  – Harri Laks (död 2000) estnisk målare, tecknare och skulptör.
- 13 juli – Poul Ströyer (död 1996), svensk konstnär, karikatyrist och illustratör.
- 17 augusti – Larry Rivers (död 2002), amerikansk konstnär, musiker, filmare och skådespelare.
- 24 augusti – Aldo Altomare (död 2003), svensk-italiensk professor och konstnär (målare).
- 25 augusti – Reima Pietilä (död 1993), finsk arkitekt.
- 29 augusti – Carl-Arne Breger (död 2009), svensk konstnär, formgivare och industridesigner.
- 3 september – Olle Agnell (död 2015), svensk tecknare och grafiker.
- 13 september – Édouard Boubat (död 1999), fransk fotograf och Hasselbladspristagare.
- 17 september – Björn Berg (död 2008), svensk teknare och illustratör.
- 17 oktober – Georg Oddner (död 2007), svensk fotograf.
- 27 oktober – Roy Lichtenstein (död 1997), amerikansk popkonstnär.
- 1 november – Carlos Páez Vilaró (död 2014), uruguayansk konstnär.
- 20 november – Ingrid Årfelt (död 1999), svensk konstnär och grafiker.
- 13 december – Antoni Tàpies (död 2012), katalansk målare.
- 26 december – Richard Artschwager (död 2013), amerikansk popkonstnär.
- okänt datum – Birgit Sköld (död 1982), svensk bildkonstnär.

## Avlidna
- 31 januari – Eligiusz Niewiadomski (född 1869), modernistisk målare, konstkritiker.
- 11 februari – Joseph DeCamp (född 1858), amerikansk målare.
- 3 mars – Georg von Rosen (född 1843), svensk greve, konstnär och professor vid Konstakademien.
- 27 april – Jan Kotěra (född 1871), tjeckisk arkitekt.
- 10 augusti – Joaquín Sorolla  (född 1863), spansk målare.
- 16 augusti – Karl Nordström (född 1855), svensk konstnär.
- 9 september – Angelika Hoerle (född 1899), tysk dadaist.
- 27 november – Theodore Penleigh Boyd (född 1890), australiensk konstnär.
- 27 december – Gustave Eiffel (född 1832), fransk arkitekt.